# Eggelingia
Eggelingia es un género con tres especies de orquídeas de hábitos epífitas, de la tribu Vandeae perteneciente a la familia Orchidaceae. 

## Hábitat
Se encuentra en el África tropical con hábitos epífita.

## Taxonomía
El género fue descrito por Victor Samuel Summerhayes y publicado en Botanical Museum Leaflets 14: 235. 1951.

## Especies seleccionadas
- Eggelingia clavata
- Eggelingia gabonensis
- Eggelingia ligulifolia